# Virginia Pérez-Ratton
Virginia Pérez-Ratton is het pseudoniem waaronder Virginia Pérez Johnston (16 september 1950 - Concepción de Tres Ríos (Cartago), 6 oktober 2010), bekend werd. Ze was een Costa Ricaans kunstenaar, -historica, -critica en curator.
Ze wijdde de laatste decennia van haar leven aan de bevordering van beeldende kunst en de ontwikkeling van kunstenaars in Midden-Amerika en de Caraïben.

## Levensloop
Pérez studeerde af in Franse literatuur aan de Universiteit van Costa Rica. Haar eerste kunststudie volgde ze in Frankrijk van Grace Blanco (tekenkunst), Lola Fernández (schilderkunst) en Juan Luis Rodríguez (gravure). In 1987 begon ze met een studie Gravure aan de École nationale supérieure des arts décoratifs in Parijs en later vervolgde ze haar studie aan de gelijknamige school in Straatsburg.
Pérez was sinds 1994 directrice van het Museo de Arte y Diseño Contemporáneo de Costa Rica in San José. Ze organiseerde in die jaren een serie tentoonstellingen van regionale kunstenaars en stimuleerde veel kunstinitiatieven. Ze zette onder meer in 1999 het kunstcentrum TEOR/éTica op, met als doel de hedendaagse kunst uit de regio te bevorderen. Ze organiseerde meerdere conferenties en internationale tentoonstellingen.
De laatste jaren van haar leven leed ze aan kanker. Aan deze ziekte overleed ze in haar woning in Concepción de Tres Ríos op 6 oktober 2010.

## Onderscheidingen
In 2002 werd ze onderscheiden met een Prins Claus Prijs. De jury van het Prins Claus Fonds omschreef haar als een re-inventor van Centraal-Amerika. Volgens de jury wist zij "dit problematische, cultureel gefragmenteerde en geïsoleerde gebied op artistiek terrein samen te brengen en profiel te verschaffen.
In 2009 ontving ze de Premio Nacional de Cultura Magón van het Costa Ricaanse Ministerie van Cultuur en Jeugd.